# Bagré-Stausee
Der Bagré-Stausee (französisch Barrage de Bagré) ist ein See in Burkina Faso.

## Geographie
Die Nordseite des Sees liegt von West nach Ost in den Departements Niaogo, Boussouma und Bagré der Provinz Boulgou, während die Südseite zu den Departements Gogo und Gomboussougou der Provinz Zoundwéogo gehört. Der See entstand durch die Stauung des Nakambé (Weißer Volta) im Südosten des westafrikanischen Staates. Der Bau des Bagré-Staudamms dauerte von 1989 bis 1993. 1992 wurde er mit Wasser gefüllt und am 13. Januar 1994 eingeweiht. Er wird durch die SONABEL betrieben. Er liegt auf der Südostseite des Sees und hat eine Länge von 4,3 km, eine Höhe von 40 m und einer Breite von 8,5 m. Seit dem 7. Oktober 2009 ist der Stausee und seine Umgebung auf einer Fläche von 36.793 ha als Ramsar-Gebiet ausgewiesen, d. h. als international bedeutendes Feuchtgebiet. Die Wasserfläche des Bagré-Stausees liegt bei durchschnittlich rund 20.000 ha, was etwa 14 % der Wasserflächen Burkina Fasos ausmacht.
Der Gesamtniederschlag in der Region liegt bei durchschnittlich 950 mm im Jahr, wovon der meiste Regen im Juli bis September fällt. Der See wird von einem Einzugsgebiet von 33.500 km² gespeist. Die wichtigsten Nebenflüsse des Gebiets sind der Bègue, der Derpi, der Doubégué, der Koulipélé, der Koulwoko, der Lempa, der Niassa, der Nouaho und der Tcherbo.

## Flora und Fauna
An Phytoplankton wurden über 30 Arten verzeichnet, darunter 13 Chlorophyceae-, 2 Euglenophyceae- , 6 Cyanophyceae-, 7 Chrysophyceae- und 5 Rhodophyceae-Arten. Zu den um den See wachsenden Baumarten zählt der Karitébaum, der Tamarindenbaum, der Anabaum, das Sumachgewächs Lannea acida und das Mahagonigewächs Khaya senegalensis.
Im See kommen sowohl Nilkrokodile als auch Flusspferde vor, insbesondere während der Trockenzeit. Die Flusspferdpopulation zählt etwa 100 Tiere. Weitere um den See vorkommende Säugetiere sind die Afrikanische Zibetkatze, der Husarenaffe, das Südliche Oribi und der Kronenducker.
Die Fischfauna zählt 45 Arten aus 36 verschiedenen Gattungen und 17 Familien. Darunter sind beispielsweise der Afrikanische Raubwels, der Nilbarsch, die Buntbarscharten Oreochromis niloticus, Sarotherodon galilaeus und Zilles Buntbarsch sowie die Afrikanische Glaswelsart Schilbe mystus, der Westafrikanische Lungenfisch und aus der Familie der Afrikanischen Salmler Brycinus nurse.
Die Avifauna umfasst unter anderem den Grau- und Seidenreiher, den Graufischer, den Spornkiebitz, den Senegaltriel, den Schikrasperber, den Heuschreckenbussard, den Rotschwanzbussard, den Schwarzmilan, den Spornkuckuck und die Riedscharbe.

## Tourismus
Durch den Stausee entstand eine in Burkina Faso einzigartige Landschaft, welche mittlerweile auch touristisch genutzt wird. Zwischen der Stadt Bagré und dem Ufer des Stausees wurde ein Touristikzentrum errichtet, welches dank seiner Lage über einen sehr großzügigen Sandstrand verfügt.

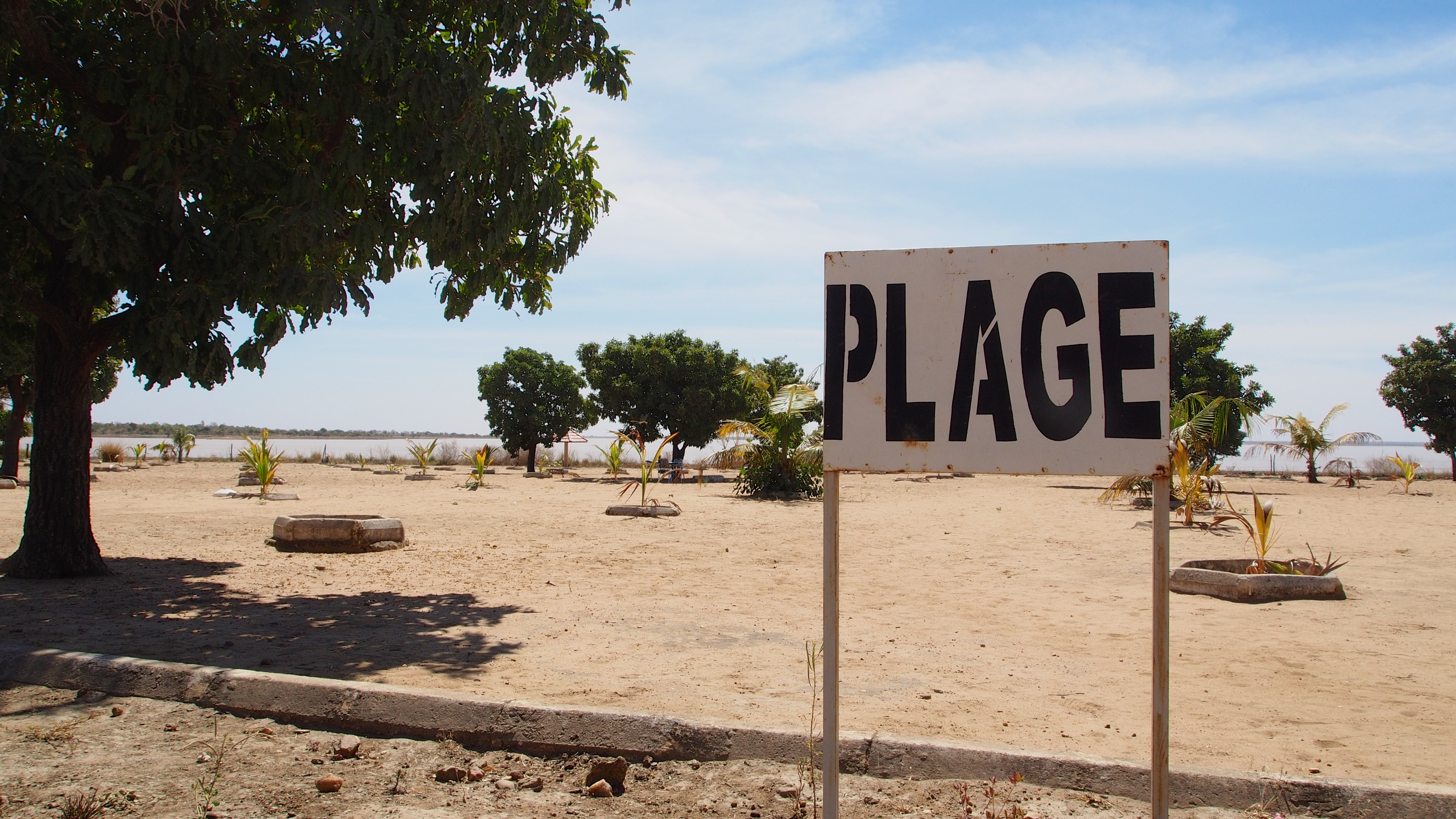
Der Strand von Bagré
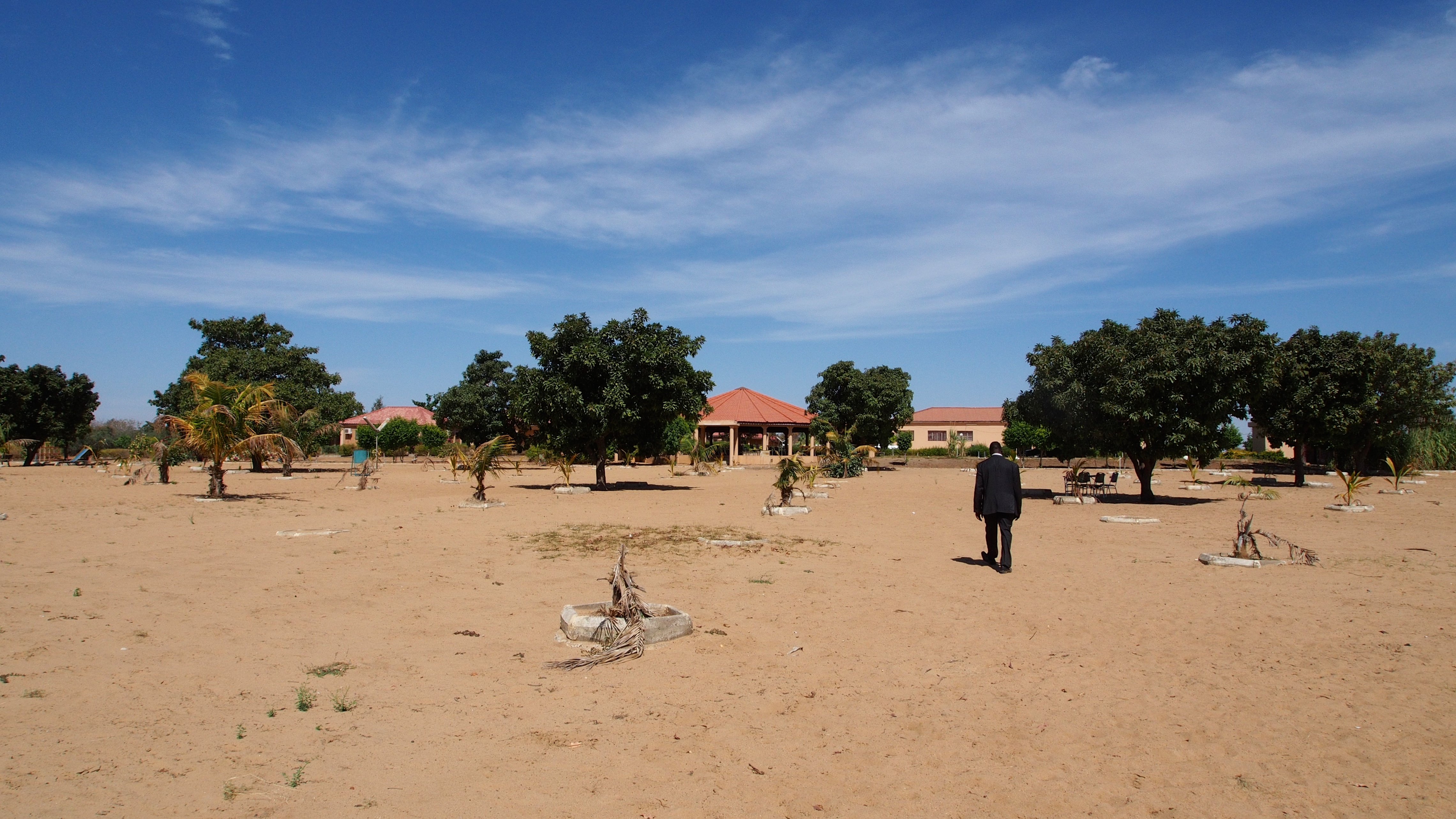
Das Touristikzentrum, vom Strand aus gesehen